# Terapia de quelação

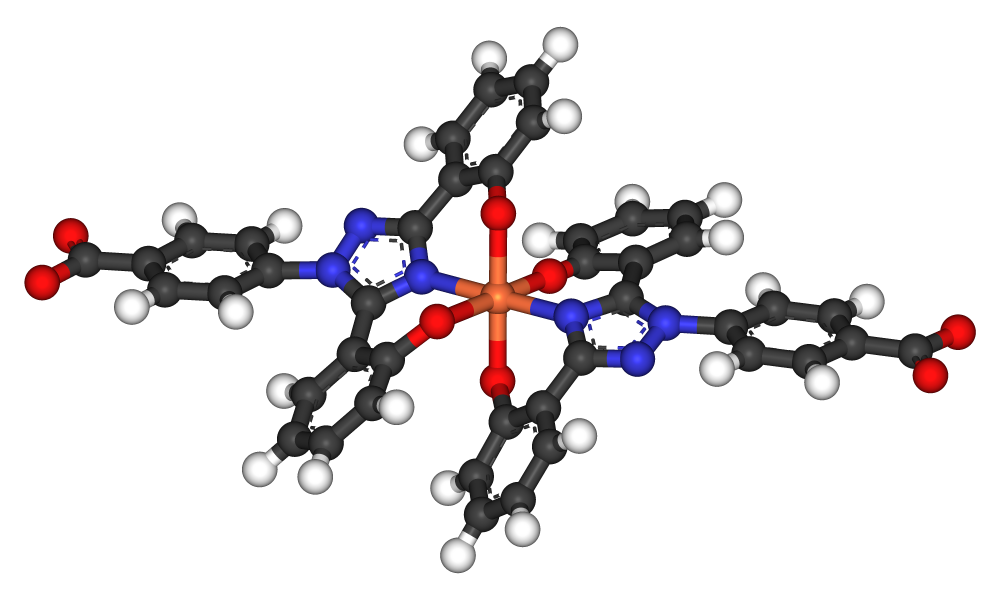
Duas moléculas de deferasirox, um quelante administrado por via oral, ligam o ferro.

A terapia de quelação é um procedimento médico que envolve a administração de agentes quelantes para remover metais pesados do corpo. A terapia de quelação tem uma longa história de uso em toxicologia clínica e permanece em uso para alguns tratamentos médicos muito específicos, embora seja administrada sob supervisão médica muito cuidadosa devido a vários riscos inerentes.
A terapia de quelação deve ser administrada com cuidado, pois tem uma série de efeitos colaterais possíveis, incluindo morte. Em resposta ao uso crescente da terapia de quelação como medicina alternativa e em circunstâncias nas quais a terapia não deve ser usada na medicina convencional, várias organizações de saúde confirmaram que as evidências médicas não apoiam a eficácia da terapia de quelação para quaisquer outros fins que não o tratamento de envenenamento por metais pesados. Produtos de quelação de venda livre não estão aprovados para venda nos Estados Unidos.

## Usos médicos
A terapia de quelação é o tratamento médico preferido para envenenamento por metais, incluindo mercúrio agudo, ferro (incluindo em casos de doença falciforme e talassemia), arsênico, chumbo, urânio, plutônio e outras formas de envenenamento por metais tóxicos. O agente quelante pode ser administrado por via intravenosa, intramuscular ou oral, dependendo do agente e do envenenamento.

### Agentes quelantes
Há uma variedade de agentes quelantes comuns com diferentes afinidades para diferentes metais, características físicas e mecanismo biológico de ação. Para as formas mais comuns de intoxicação por metais pesados - chumbo, arsênico ou mercúrio - vários agentes quelantes estão disponíveis. O ácido dimercaptosuccínico (DMSA) tem sido recomendado para o tratamento de envenenamento por chumbo em crianças por centros de controle de veneno em todo o mundo.
A Agência Ambiental Alemã (Umweltbundesamt) listou o DMSA e o ácido 2,3-dimercapto-1-propanossulfônico como os dois agentes quelantes mais úteis e seguros disponíveis.
| Quelante                                        | Usado em | Ref.   |
| ----------------------------------------------- | --- | ------ |
| Dimercaprol (BAL)                               | - Envenenamento agudo por arsênio. - Envenenamento agudo por mercúrio. - Envenenamento por chumbo (além de EDTA).                                                                   | [ 13 ] |
| Ácido dimercaptossuccínico (DMSA)               | - Envenenamento por chumbo. - Envenenamento por arsênico. - Envenenamento por mercúrio.                                                                                             | [ 13 ] |
| Ácido 2,3-dimercapto-1-propanossulfônico (DMPS) | - Envenenamento agudo de arsênio grave. - Envenenamento agudo por mercúrio grave.                                                                                                   | [ 13 ] |
| Penicilamina                                    | Principalmente em: - Toxicidade do cobre Terapia ocasionalmente adjuvante em: - Toxicidade do ouro. - Envenenamento por arsênico. - Envenenamento por chumbo. - Artrite reumatoide. | [ 13 ] |
| Ácido etilenodiamino tetra-acético (CaNa2-EDTA) | - Envenenamento por chumbo. | [ 13 ] |
| Deferoxamina, Deferasirox e Deferiprona         | - Envenenamento agudo por ferro. - Sobrecarga de ferro. | [ 13 ] |

## Efeitos colaterais
Quando usado adequadamente em resposta a um diagnóstico de dano por toxicidade de metal, os efeitos colaterais da terapia de quelação incluem desidratação, baixo nível de cálcio no sangue, danos aos rins, aumento de enzimas como seria detectado em testes de função hepática, reações alérgicas e níveis reduzidos de elementos dietéticos. Quando administrado de forma inadequada, existem os riscos adicionais de hipocalcemia (baixos níveis de cálcio), distúrbios do desenvolvimento neurológico e morte.